# Chesalles-sur-Moudon
Pour les articles homonymes, voir Chesalles et Moudon (homonymie).
Chesalles-sur-Moudon est une localité de la commune suisse de Lucens dans le canton de Vaud, située dans le district de la Broye-Vully et ancienne commune. Elle fait partie du district de Moudon entre 1803 et 2007. La commune est peuplée de 194 habitants en 2022. Son territoire, d'une surface de 166 hectares, se situe entre les vallées de la Broye et de la Glâne.

## Histoire
Le nom de Chesalles vient du latin casale qui signifie ferme. Cela reflète que l'activité agricole est le secteur d'occupation professionnel principal dans le village. Jusqu'en 2000, près de 50 % de la population travaille dans le secteur primaire. Toutefois, 66 % des personnes en activité, l'étaient hors de la commune. Au XVIIIe siècle, la commune se fait connaître par les aventures de deux frères partis en Inde. L'un des deux, prénommé Daniel, devint Omrah, commandant de la garde impériale du Grand Moghol et gouverneur du Pendjab. Il décède en 1749. Son frère fit naufrage lors de son retour en Suisse. Diverses légendes naquirent de ces pérégrinations et un roman historique leur fut écrit en 1754.
La commune subit un remaniement parcellaire en 1960. De 1970 à 1983, on y trouve un centre de sélection porcine.
Le 30 novembre 2014, les communes de Brenles, Chesalles-sur-Moudon, Cremin, Forel-sur-Lucens, Lucens et Sarzens décident de fusionner. La nouvelle commune voit le jour le 1er janvier 2017 sous le nom de Lucens.

### Héraldique
| Blason de Chesalles-sur-Moudon | Blason  | Tranché d'argent et de gueules, au lion persan d'or brochant |
| Blason de Chesalles-sur-Moudon | Détails | Les armoiries de la commune rappellent l'ancien attachement de la commune à l'évêché de Lausanne. Le lion quant à lui rappelle qu'un paysan nommé Daniel Moginié, originaire de Chesalles, fut serviteur en Perse à la cour du Grand Moghol. Les armoiries de la commune sont adoptées et approuvées par le canton de Vaud en 1927. |

## Géographie

Photo aérienne (1964).

Jusqu'à sa dissolution, la commune faisait partie du district de Moudon. Depuis le 1er janvier 2008, elle fait partie du nouveau district de la Broye-Vully. Elle a des frontières communes avec Curtilles, Sarzens, Brenles, Chavannes-sur-Moudon et Moudon.
Le territoire communal se trouve sur le plateau suisse, entre les vallées de la Broye et de la Glâne. La frontière nord-ouest de la commune suit la lisière de la forêt au-dessus de l'escarpement sur le côté droit de la vallée de le Broye ; à ouest, elle longe le cours du Voraire, un affluent de la Broye. À l'est, le terrain s'élève jusqu'à la terrasse de Chesalles-sur-Moudon et aux collines environnantes, dont le Brûle Fer qui, avec 800 mètres d'altitude, est le point culminant de la commune.
En plus du village de Chesalles-sur-Moudon, la commune compte le hameau Villars-l'Eperd à l'est du village ainsi que de nombreuses exploitations agricoles dispersées.

## Population

### Gentilé et surnom
Les habitants de la commune se nomment les Chesallois.
Ils sont surnommés les Groseilliers.

### Démographie
Chesalles-sur-Moudon compte 194 habitants en 2022. Sa densité de population atteint 116 hab./km2.
En 2000, la population de Chesalles-sur-Moudon est composée de 79 hommes (49,7 %) et 80 femmes (50,3 %). La langue la plus parlée est le français, avec 153 personnes (93,9 %). La deuxième langue est l'allemand (3 habitants ou 1,8 % de la population). Il y a 154 personnes de nationalité suisse (94,5 %) et 9 personnes étrangères (5,5 %). Sur le plan religieux, la communauté protestante est la plus importante avec 119 personnes (73 %), suivie des catholiques (18 paroissiens ou 11 % de la population). 18 personnes (11 %) n'ont aucune appartenance religieuse.
La population de Chesalles-sur-Moudon est de 133 habitants en 1850. Elle reste relativement stable jusqu'en 1888, avant de baisser à 86 habitants en 1980. Le nombre d'habitants double ensuite en trente ans pour atteindre 165 en 2010. Le graphique suivant résume l'évolution de la population de Chesalles-sur-Moudon entre 1850 et 2010 :

## Politique
Lors des élections fédérales suisses de 2011, la commune a voté à 30,90 % pour l'Union démocratique du centre. Les deux partis suivants furent le Parti socialiste suisse avec 23,36 % des suffrages et le Parti libéral-radical avec 9,85 %.
Lors des élections cantonales au Grand Conseil de mars 2011, les habitants de la commune ont voté pour l'Union démocratique du centre à 34,13 %, les Verts à 24 %, le Parti libéral-radical à 14,93 %, le Parti socialiste à 13,07 %, le Parti bourgeois démocratique, les Vert'libéraux à 12,53 % et Vaud Libre à 1,33 %.
Sur le plan communal, Chesalles-sur-Moudon  est dirigé par une municipalité formée de 5 membres et dirigée par un syndic pour l'exécutif et un Conseil général dirigé par un président et secondé par un secrétaire pour le législatif.

## Économie
Jusqu'au milieu du XXe siècle, l'économie locale était principalement tournée vers l'agriculture, l'arboriculture fruitière et l'élevage qui représentent encore de nos jours une part significative des emplois locaux. Cependant, lors de ces dernières décennies, le village s'est développé avec la création de plusieurs zones résidentielles habitées par des personnes travaillant principalement à Moudon.

## Transports
Au niveau des transports en commun, Chesalles-sur-Moudon fait partie de la communauté tarifaire fribourgeoise Frimobil. Le car postal reliant Lucens à Moudon par Chavannes-sur-Moudon s'arrête dans la localité. Le village est aussi desservi par les bus sur appel Publicar, qui sont un service de CarPostal.

## Vie locale
La commune de Chesalles-sur-Moudon compte plusieurs associations, parmi lesquelles une abbaye vaudoise, une société de jeunesse, un chœur mixte et une société de tir sportif.

## Sources
- (de) Cet article est partiellement ou en totalité issu de l’article de Wikipédia en allemand intitulé « Chesalles-sur-Moudon » (voir la liste des auteurs).